# Václav Vojtěch Herites
Václav Vojtěch svobodný pán z Herites (15. dubna 1734 Horažďovice – 12. února 1822 Praha), byl český církevní hodnostář, probošt svatovítský a děkan u Všech Svatých, zemský prelát, rada arcibiskupské konzistoře a arcibiskupský sekretář.

## Životopis

### Původ a počátek kariéry
Václav Vojtěch Herites, magistr umění, slova a filosofie (AA. LL. et philosophie magister) a příkladný bakalář posvátné teologie na univerzitě pražské, farář v Týnci nad Labem, vyhlášený německý kazatel, od roku 1777 kanovníkem metropolitní kapituly u sv. Víta. Od roku 1781 rada arcibiskupské konzistoře.
Roku 1783 byl poslán k vyhledávání heretiků a mnohé z nich přivedl na katolickou víru. O jeho příkladně laskavém a obětavém jednání duchovního komisaře pro toleranční přihlášky v Humpolci se zachovala zpráva z roku 1782. Za tuto vynikající práci byl roku 1873 odměněn císařem Josefem II. povýšením do rytířského stavu s českým inkolátem a predikátem von Herites. Při volbě svého erbu se přihlásil ke svému původu a jako do pravé půle umístil řeznickou sekeru s dlouhým topůrkem. V druhé půli je potom pyramida spočívající na čtyřech koulích s jednou koulí na vrcholu inspirovaná patrně ozdobou horažďovické kašny.

### Děkanem kapituly Všech svatých
Roku 1783 byl také jmenován děkanem kapituly Všech svatých na Pražském hradě, přičemž se zdůrazňovalo jeho dosavadní chování a práce mezi nekatolíky. Mnozí z nich byli získáni církvi pro jeho „mírnost a schopnost vysvětlit pravdu“. Přičítalo se mu také za zásluhu, že povzbuzoval svým příkladem jako farář v Týnci nad Labem svého spolubratra Karla Vorla ve Žlebech, známého roku 1782 apoštolátní činností ve východních Čechách. V královské kapli Všech Svatých na Pražském hradě, dal obložit mramorem hrob svatého Prokopa a z téhož materiálu opatřil stupně hlavního oltáře i podlaží sakristie. Získal také lepší varhany z kteréhosi zrušeného kláštera.

### Děkan svatovítské kapituly, prelát království českého
Roku 1789 se stal arcijáhnem, roku 1790 zvolen děkanem svatovítské kapituly a také sídelním prelátem a získal tak zemské výsady, či práva království Českého, například na sněmu. Za stav duchovní zasedl 11. února na sněmu stavů "ve zřejmé protivě s císařovými rozkazy" a jeho podpis nechybí na stížnosti zaslané císaři. Následně byl zvolen do užšího 16členného výboru, kterému se podařilo úspěšně zahájit jednání o vlastní správě zemí koruny české. Roku 1791 se v komisi účastní rozpravy nad důsledky zákona o společném pohřbívání nekatolíků a katolíků. Upozornil tehdy, že tato praxe vzbuzuje náboženské nepřátelství. Roku 1792 si Heritese české stavy zvolili pro práci na novém zákoníku do devítičlenné zákonodárné komise. Toho roku slouží requiem při pohřbu českého krále Leopolda II. V březnu je také vyslán do Vídně se čtyřčlennou delegací, aby králi Františkovi vyjádřili soustrast kvůli Leopoldově úmrtí, a zároveň se ho zeptali, jestli má v úmyslu se nechat ten rok korunovat. V den korunovace Františka II. s arcibiskupem přivítal v chrámu svatého Víta, pak arcibiskup požehnal císaři a vzal si od  děkana Heritese kříž věnovaný Karlem IV., který císař políbil. Herites pak zpíval Přijď Duchu Svatý. Roku 1807 dosadil z pověření arcibiskupa do kapituly Všech svatých místodržitelského radu Kašpara Royko (1744–1819). Roku 1811 tohoto vynikajícího soudobého historika a rektora univerzity instaloval na proboštství. Royko měl pověst liberálního teologa, protože sympatizoval s husitstvím. Svou pravověrnost však osvědčil poslední vůlí, ve které založil nadaci na výroční mši nad svatopetrským hrobem.

### Proboštem svatovítské kapituly
Roku 1793 byl zvolen a ustanoven proboštem svatovítské metropolitní kapituly a stal se tak „v důstojnosti první po arcibiskupovi“. Jeho sídlem bylo Starém proboštství s kaplí svatého Mořice na Pražském hradě.
V letech 1795–1796 se proboštu Heritesovi a jeho úředníkům podařilo obratným vyjednáváním s dvorskými úřady a uvážlivými kroky při dražbě získat kapitule statek komornický a z dejvického poplužního dvora, který patřil kapitule, tak značným rozšířením učinit velkostatek.
Roku 1805 byl povýšen do stavu svobodných pánů a byl takto zapsán do zemských desek. Nobilitační listinu uchoval kolínský Státní okresní archiv Kolín.
Roku 1815 proslovil jako děkan a arcibiskupský sekretář řeč v uvedení do úřadu pražského arcibiskupa pana Václava Leopolda Chlumčanského, rytíře z Přestavlk a Chlumčan. Roku 1816 pak s papežským svolením asistoval při biskupském svěcení josefinisty a českobudějovického biskupa Arnošta Konstantina Růžičky (1761–1845) v Praze.
Roku 1821 ještě jako probošt slavně instaloval nového děkana svatovítské kapituly, doktora filosofie a theologie, Františka Pallas nobilis de Lauro.
Kanovník Václav Vojtěch von Herites je jmenován mezi těmi, kdo se zasloužili o to, že bývaly u svatého Víta slouženy české roráty ku povzbuzení českého živlu na sklonku 18. století. Na proboštství se nalézala sbírka mnoha vynikajících děl výtvarného umění.
Požitky nadání Václava Vojtěcha Jana Nep. svob. pána z Heritesu, pro výpomocné zřízence a zaměstnance s denním platem se rozdělovaly ještě roku 1933.
Václav Vojtěch Herites zemřel v Praze ve věku 88 let, roku 1822 a byl pohřben v hrobce kaple na zámku Nový Stránov.

## Dílo
Řeč v den uvedení do úřadu nejdůstojnějšího a nejvyššího knížete pána, pana Václava Leopolda Chlumčanského, rytíře z Přestavlk a Chlumčan, z milosti Boží a apoštolského stolce arcibiskupa pražského, skrze slavné království České, nejen první mezi legáty diecéze Bamberské, Míšeňské a Řezenské, slovutného království Českého primas, jeho císařsko-královského majestátu tajný rada, slavné a starobylé Karlo-Ferdinandovy univerzity Pražské stálý (velký) kancléř a studia ochránce, atd. atd. Pána, pana prvního z nejmilostivějších, pronesená Václavem Vojtěchem svobodným pánem (baronem) z Heritesů, jeho milosti arcibiskupské sekretáře a děkana kapituly u Všech svatých, dne 14. května roku 1815 v Praze, vytištěno skrze Josefa Diesbacha, korektura učiněna Františkem Saleským Boučkem.